# 三星大器III
三星大器III是韓國三星電子在2014年中推出的Android行動通訊產品，擁有3.7英寸螢幕，為三星大器II的後繼機。

## 歷史
2014年6月5日下午，中國聯通与三星電子在北京召开新品发布會，正式推出三星大器III， 拥有經典翻盖造型和内外双屏的設計。

## 規格
- 通信系統：HSDPA、GSM四頻、WCDMA
- 螢幕：3.7" HD Super AMOLED 800×400
- 處理器：2.3Ghz四核心
- 系統：Android 4.3 和TouchWiz Nature UX用户界面
- 相機：1300萬像素（有LED閃光燈）